# Carlos Torrent
Carlos Torrent Tarres (* 29. August 1974 in Sant Joan les Fonts, Katalonien) ist ein ehemaliger spanischer Radrennfahrer.
Carlos Torrent begann seine Karriere im Jahr 2000 bei dem spanischen Radsportteam Costa de Almería. 2002 gewann er eine Etappe bei der Vuelta a La Rioja und entschied auch die Gesamtwertung für sich. Anschließend war er hauptsächlich auf der Bahn aktiv: Zusammen mit Carlos Castano, Sergi Escobar und Asier Maeztu wurde er Dritter in der Mannschaftsverfolgung bei den UCI-Bahn-Weltmeisterschaften 2004 und gewann er auch die Bronzemedaille bei den Olympischen Spielen im selben Jahr in Athen in derselben Disziplin. Insgesamt wurde er fünf Mal nationaler Meister in Disziplinen auf der Bahn, allein 2006 wurde er dreifacher spanischer Meister.
2005 war Torrent wieder auf der Straße erfolgreich mit einem Etappensieg bei der Vuelta a Castilla y León. In der Saison 2006 war er auf einem Tagesabschnitt der Burgos-Rundfahrt erfolgreich, bei der er auch das Führungstrikot für einen Tag eroberte. Er blieb bis 2010 als Radrennfahrer aktiv; im letzten Jahr startete er nochmals bei Bahn-Weltmeisterschaften und belegte im Punktefahren Platz zwölf.

## Erfolge
2002
- eine Etappe und Gesamtwertung Vuelta a La Rioja

2004
- Olympische Spiele – Mannschaftsverfolgung (mit Carlos Castaño Panadero, Sergi Escobar und Asier Maeztu)
- Bahn-Weltmeisterschaften – Mannschaftsverfolgung (mit Asier Maeztu, Sergi Escobar und Carlos Castaño Panadero)

2005
- eine Etappe Vuelta a Castilla y León

2006
- eine Etappe Burgos-Rundfahrt
- Spanischer Meister – Punktefahren
- Spanischer Meister – Mannschaftsverfolgung (mit Sergi Escobar, Sebastian Franco und Antonio Miguel Parra)
- Spanischer Meister – Zweier-Mannschaftsfahren (mit Antonio Miguel Parra)

2007
- eine Etappe Vuelta a León
- Spanischer Meister – Mannschaftsverfolgung (mit Sergi Escobar, Albert Ramiro und Antonio Miguel Parra)

2009
- Spanischer Meister – Mannschaftsverfolgung (mit Sergi Escobar, Carlos Herrero und Antonio Miguel Parra)

## Teams
- 2000 Costa de Almería
- 2001–2002 Jazztel-Costa de Almería
- 2003 Paternina-Costa de Almería
- 2004 Costa de Almería-Paternina
- 2005 Catalunya-Angel Mir
- 2006–2007 Viña Magna-Cropu
- 2008 Extremadura-Grupo Gallardo
- 2009 Andorra